# لانسلوت ريتشاردسون
لانسلوت ريتشاردسون (بالإنجليزية: Lancelot Richardson)‏ هو طيار أسترالي، ولد في 18 أكتوبر 1895 في يونغ في أستراليا، وتوفي في 13 أبريل 1917 بسبب قتل في المعركة.